# Eric Orbom
Eric Orbom (6 luglio 1915 – Los Angeles, 23 maggio 1959) è stato uno scenografo statunitense.
Ha vinto il Premio Oscar postumo nel 1961 per il suo lavoro in Spartacus, condiviso con Alexander Golitzen, Russell A. Gausman e Julia Heron.

## Filmografia parziale
- Il complice segreto (Lone Hand), regia di George Sherman (1953)
- Delitto alla televisione (The Glass Web), regia di Jack Arnold (1953)
- Incontriamoci alla fiera (Meet Me at the Fair), regia di Douglas Sirk (1953)
- I fucilieri del Bengala (Bengal Brigade), regia di Laszlo Benedek (1954)
- Il ribelle d'Irlanda (Captain Lightfoot), regia di Douglas Sirk (1955)
- The Great Man, regia di José Ferrer (1956)
- Tramonto di fuoco (Red Sundown), regia di Jack Arnold (1957)
- L'uomo dai mille volti (Man of a Thousand Faces), regia di Joseph Pevney (1957)
- Spartacus, regia di Stanley Kubrick (1960)